# بنزالکونیم کلرید
کلرید بنزالکونیوم (BZK , BKC , BAK , BAC)، که به کلرید آلکلید متیل بنزیلاممونیوم (ADBAC) و با نام تجاری Zephiran نیز شناخته می‌شود، یک نوع سورفکتانت کاتیونی است. این ماده یک نمک آلی است که به عنوان یک ترکیب آمونیوم چهارتایی طبقه‌بندی می‌شود. ADBACها سه دسته اصلی استفاده دارند: به عنوان ماده زیست کش، سورفاکتانت کاتیونی و عامل انتقال فاز. ADBAC مخلوطی از کلریدهای آلکیل بنزیل دی متیل آمونیوم است که در آن گروه آلکیل دارای زنجیره‌های طولی متفاوت آلکیل با تعداد زوج است.

## حلالیت و خواص فیزیکی
بسته به میزان خلوص، کلرید بنزالکونیوم از بی‌رنگ تا زرد کمرنگ (ناخالص) دیده می‌شود. کلرید بنزالکونیوم به راحتی در اتانول و استون حل می‌شود. انحلال در آب به کندی صورت می‌گیرد. محلول‌های آبی باید خنثی تا کمی قلیایی باشند. محلول‌ها بعد از تکان دادن کف می‌کنند. محلول‌های غلیظ دارای طعم تلخ و بوی ضعیف مانند بادام هستند.
کنسانتره‌های استاندارد به صورت محلول‌های ۵۰٪ و ۸۰٪ وزنی بر وزن (w/w) تولید می‌شوند و با نام‌های تجاری مانند BC50، BC80، BAC50، BAC80 و غیره به فروش می‌رسند. محلول ۵۰٪ کاملاً آبکی است، در حالی که محلول‌های غلیظ تر برای جلوگیری از افزایش گرانروی یا تشکیل ژل در شرایط دمای پایین نیاز به ترکیب اصلاح کننده‌های رئولوژی دارند (مثل الکل‌ها، پلی اتیلن گلیکول‌ها و غیره).

## سورفاکتانت کاتیونی
کلرید بنزالکونیوم دارای خواص سورفاکتانتی است، باعث حل شدن فاز لیپیدی لایه نازک (فیلم) اشک در چشم می‌شود و به افزایش نفوذ دارو در آن کمک می‌کند، و به همین دلیل آن را به یک حامل دارو مفید تبدیل می‌کند، اما با ایحاد خطر آسیب به سطح چشم.
- مواد شوینده و درمانی لباسشویی
- نرم‌کننده‌های پارچه

## عامل انتقال فاز
کلرید بنزالکونیوم یک رکن اصلی در تجزیه و تحلیل انتقال فاز است که در کابردهایی مثل دارو یک فناوری مهم در سنتز ترکیبات آلی به حساب می‌آید.

## عامل زیست فعال
کلرید بنزالکونیوم یک ماده فعال در بسیاری از محصولات مصرفی به خصوص برای فعالیت ضد میکروبی است:
- به عنوان ماده نگهدارنده در محصولات دارویی مانند قطره‌های چشم، قطره گوش و بینی یا اسپری‌ها
- محصولات مراقبت شخصی مانند ضد عفونی کننده دست، دستمال مرطوب، شامپو، صابون، دئودورانت و مواد آرایشی
- ضد عفونی کننده‌های پوست و اسپری‌های شستشوی زخم، مانند باکتین.[۵][۶]
- به عنوان یک زیست کش قرص‌های زیر زبانی ضد سرفه[۷] و دهان شویه‌ها،
- کرم‌های اسپرم کش
- به عنوان یک ضد عفونی کننده در پاک کننده کف و سطوح سخت مانند اسپری ضد باکتری و دستمال مرطوب Lysol و Dettol.
- جلبک کش‌ها برای پاکسازی جلبک‌ها، خزه‌ها، گلسنگ‌ها از مسیرها، کاشی‌های سقف، استخرهای شنا، سنگ‌تراشی و غیره

کلرید بنزالکونیوم در بسیاری از فرایندها و محصولات غیر مصرفی در ضد عفونی جراحی و به عنوان یک ماده فعال استفاده می‌شود. لیست جامع کاربردهای این ماده شامل کاربردهای صنعتی نیز می‌شود. یک مزیت کلرید بنزالکونیوم، به غیر از ضد عفونی کننده‌های مبتنی بر اتانول یا ضد عفونی کننده پراکسید هیدروژن، آن است که هنگام استفاده بر روی پوست آسیب دیده، احساس سوزش ایجاد نمی‌کند. با این حال، تماس طولانی مدت یا مکرر پوستی ممکن است باعث درماتیت شود.
در طی بیماری همه گیر COVID-19، هر از گاهی کمبود پاک کننده دست حاوی اتانول یا ایزوپروپانول (عنوان مواد فعال) وجود دارد. FDA اعلام کرده است که کلرید بنزالکونیوم به عنوان یک گزینه مناسب برای استفاده در فرمول مالش دست پرسنل مراقبت‌های بهداشتی، واجد شرایط است. با این حال، با اشاره به قانون CDC، سازمان FDA بیان کرده است که جایگزین پیشنهادی برای اتانول یا ایزوپروپانول به عنوان عناصر فعال ندارد. و می‌افزاید که «شواهد موجود نشان می‌دهد که کلرید بنزالکونیوم نسبت به به دو الکل اشاره شده در بالا، قابل اعتماد کمتری در برابر باکتری‌ها و ویروس‌ها نسبت دارد»

## دارو
کلرید بنزالکونیوم یک ماده نگهدارنده است که اغلب در قطره‌های چشم استفاده می‌شود. غلظتهای معمول از ۰٫۰۰۴٪ تا ۰٫۰۱٪ است. غلظت قوی تر می‌تواند باعث ایجاد سوزش بشود و باعث آسیب غیرقابل برگشت به اندوتلیوم قرنیه شود.
در محاورات پزشکی، اجتناب از استفاده از محلول‌های کلرید بنزالکونیوم در حالی که لنزهای تماسی در چشم قرار دارند به کرات بیان شده است.
در روسیه و چین از کلرید بنزالکونیوم به عنوان ماده پیشگیری از بارداری استفاده می‌شود. قرص‌ها از طریق واژن وارد می‌شوند یا ژل استفاده می‌شود و در نتیجه باعث پیشگیری از بارداری به روش اسپرم‌کش می‌شود. این روش ناامن نیست و می‌تواند باعث تحریک محیطی شود.
عوارض جانبی
اگرچه از نظر تاریخی کلرید بنزالکونیوم به عنوان یک ماده نگهدارنده در داروهای چشم‌پزشکی وجود داشته است، اما سمی بودن آن برای چشم و خاصیت تحریک کننده آن و همچنین با توجه به تقاضای مصرف‌کننده‌ها، شرکت‌های دارویی را بر آن داشته است که تولید داروهای بدون مواد نگهدارنده را افزایش دهند یا مواد نگهدارنده دیگری را جایگزین کلرید بنزالکونیوم کنند که آسیب کمتری دارند. 
علی‌رغم شواهد قابل توجهی که نشان می‌دهد این ماده می‌تواند بر حرکت مژگانی، پاک‌سازی مخاطی‌مژه‌ای، بافت‌شناسی مخاط بینی، عملکرد نوتروفیل انسان و واکنش لکوسیت‌ها به التهاب موضعی تأثیر منفی بگذارد، بسیاری از فرمولاسیون‌های استنشاقی و اسپری بینی که به صورت انبوه به بازار عرضه شده‌اند حاوی کلرید بنزالکونیوم به عنوان یک ماده نگهدارنده هستند. اگرچه برخی از مطالعات هیچ ارتباطی بین استفاده از کلرید بنزالکونیوم در غلظت‌های زیر ۱/۰٪ در اسپری‌های بینی و رینیت ناشی از دارو پیدا نکرده‌اند، برخی دیگر توصیه کرده‌اند که از کلرید بنزالکونیوم در اسپری‌های بینی اجتناب شود. در ایالات متحده، داروهای استروئیدی بینی که فاقد کلرید بنزالکونیوم هستند شامل استنشاقی‌های آئروسل بودزونید، تریامسینولون استونید، دگزامتازون و بکوناز و ونسناز می‌شوند.
کلرید بنزالکونیوم در غلظت‌های معمول باعث تحریک بافت‌های گوش میانی می‌شود. مسمیوم شدن گوش داخلی گزارش شده است.
تماس شغلی با کلرید بنزالکونیوم با ایجاد آسم ارتباط دارد. در سال ۲۰۱۱، یک کارآزمایی بالینی بزرگ که به منظور ارزیابی اثر ضد عفونی کننده دست بر اساس مواد مختلف فعال در جلوگیری از انتقال ویروس در بین دانش‌آموزان طراحی شده بود، به دلیل رعایت نکات ایمنی، ضد عفونی کننده‌های مبتنی بر کلرید بنزالکونیوم را حذف کرد.
کلرید بنزالکونیوم از دهه ۱۹۴۰ به عنوان یک نگهدارنده دارویی و ضد میکروبی معمولی مورد استفاده قرار گرفته است. در حالی که مطالعات اولیه خواص خورنده و تحریک کننده کلرید بنزالکونیوم را تأیید می‌کردند، اما تحقیقات در مورد اثرات سو و بیماری‌های مرتبط با کلرید بنزالکونیوم فقط در طول ۳۰ سال گذشته در جراید ظاهر شده است. 

## سم‌شناسی
RTECS داده‌های سم‌شناسی حاد زیر را فهرست کرده است:
| ارگانیسم   | مسیر قرار گرفتن در معرض | دوز (LD 50)             |
| ---------- | ----------------------- | ----------------------- |
| موش صحرایی | داخل وریدی              | 13.9 میلی‌گرم بر کیلوگرم |
| موش صحرایی | دهانی                   | 240 میلی‌گرم بر کیلوگرم  |
| موش صحرایی | داخل صفاقی              | 14.5 میلی‌گرم بر کیلوگرم |
| موش صحرایی | زیرپوستی                | 400 میلی‌گرم بر کیلوگرم  |
| موش        | زیرپوستی                | 64 میلی‌گرم بر کیلوگرم   |

کلرید بنزالکونیوم باعث تحرک پوست انسان و تحریک شدید چشم می‌شود. این مشکوک به ایجاد مسمومیت تنفسی ، مسمومیت دستگاه گوارش، مسموم کننده سیستم ایمنی  و مسمومیت عصبی است.
فرمولاسیون کلرید بنزالکونیوم برای استفاده توسط مصرف‌کننده‌ها، به صورت محلول‌های رقیق است. محلول‌های غلیظ برای انسان سمی هستند، در صورت مصرف داخلی و در حجم کافی باعث خوردگی / تحریک پوست و مخاط می‌شوند و باعث مرگ می‌شوند. ۰٫۱ درصد حداکثر غلظت کلرید بنزالکونیوم است که باعث تحریک اولیه روی پوست سالم (دست نخورده) نمی‌شود یا به عنوان یک ماده حساس کننده عمل نمی‌کند.
گزارش‌هایی که در سایت EWG منتشر شده است، میزان سلامت استفاده از این ترکیب را ۵ اعلام نموده است و آن را یک مادهٔ آلرژیک برای برخی افراد به حساب می‌آورد. دلیلی بر سرطانزا بودن این ترکیب یافت نشده است.
گزارش‌ها در رابطه با مسمومیت با کلرید بنزالکونیوم زیاد است. یک مطالعه موردی در سال ۲۰۱۴ که به جزئیات بلعنده کشنده حداکثر ۸٫۱ اونس (۲۴۰ میلی لیتر) کلرید ۱۰٪ بنزالکونیوم در یک مرد ۷۸ ساله پرداخته، شامل خلاصه ای از گزارش‌ها موردی است که در حال حاضر از مصرف کلرید بنزالکونیوم منتشر شده است. در حالی که اکثر موارد ناشی از اشتباه در برآورد محتوای ظروف بود، یک مورد رقت نادرست داروخانه از کلرید بنزالکونیوم را دلیل مسمومیت دو نوزاد ذکر می‌کند. در سال ۲۰۱۸ یک پرستار ژاپنی ه دلیل مسمومیت تقریباً ۲۰ بیمار در بیمارستانی در یوکوهاما با تزریق کلرید بنزالکونیوم در کیسه‌های قطره ای داخل وریدی دستگیر شد.
مسمومیت حیوانات خانگی اهلی با کلرید بنزالکونیوم در اثر تماس مستقیم با سطوح تمیز شده با مواد ضد عفونی کننده حاوی (کلرید بنزالکونیوم به عنوان یک ماده فعال) گزارش شده است

## فعالیت بیولوژیکی
بیشترین فعالیت زیست کشی، با مشتقات C12 دودسیل و C14 میریستیل آلکیل همراه است. تصور می‌شود مکانیسم عملکرد باکتری کش / میکروب کش به دلیل برهم خوردن فعل و انفعالات بین مولکولی باشد. این می‌تواند باعث تجزیه لایه‌های دوگانه لیپیدی غشای سلولی شود، که کنترل نفوذ پذیری سلولی را به خطر می‌اندازد و باعث نشت محتوای سلولی می‌شود. سایر کمپلکس‌های زیست مولکولی درون سلول باکتریایی نیز می‌توانند تجزیه شوند. به ویژه آنزیم‌هایی که طیف گسترده‌ای از فعالیت‌های سلولی تنفسی و متابولیکی را به خوبی کنترل می‌کنند در معرض غیرفعال شدن هستند. فعل و انفعالات بین مولکولی بحرانی و ساختارهای سه‌گانه در چنین سیستم‌های بیوشیمیایی بسیار خاصی می‌تواند به راحتی توسط سورفاکتانت‌های کاتیونی مختل شود. 
محلول‌های کلرید بنزالکونیوم عوامل زیست کش سریع و با مدت زمان عمل متوسط هستند. این محلول‌ها در برابر باکتریها و برخی ویروس‌ها، قارچ‌ها و پروتوزوئاها فعال هستند. اسپورهای باکتریایی در برابر این محلول‌ها مقاوم در نظر گرفته می‌شوند. محلول‌ها با توجه به غلظت آنها باکتریواستاتیک یا باکتری کش هستند. باکتری‌های گرم مثبت به‌طور کلی حساس تر از باکتری‌های گرم منفی هستند. فعالیت آن در لحظه درمان به غلظت سورفاکتانت و همچنین به غلظت باکتری (تلقیح) بستگی دارد. فعالیت تا حد زیادی تحت تأثیر PH قرار نمی‌گیرد، اما در دماهای بالاتر و مدت زمان طولانی مواجهه، به میزان قابل توجهی افزایش می‌یابد.
در یک مطالعه در سال ۱۹۹۸ با استفاده از پروتکل FDA، یک ضد عفونی کننده غیر الکلی با کلرید بنزالکونیوم به عنوان ماده فعال از استانداردهای عملکرد FDA برخوردار بود. در حالی که Purell، یک ضد عفونی کننده محبوب بر پایه الکل، این کار را نکرد. این مطالعه که توسط توسعه دهنده، تولیدکننده و بازاریاب برجسته داروهای ضد میکروبی موضعی مبتنی بر ترکیبات آمونیوم کواترنر انجام شده و گزارش شده است، نشان داد که ضد عفونی کننده پایه کلرید بنزالکونیوم خود پس از استفاده مکرر، عملکرد بهتری نسبت به ضد عفونی کننده دست مبتنی بر الکل دارد.
پیشرفت در کیفیت و اثربخشی کلرید بنزالکونیوم در ضد عفونی کننده‌های دست غیر الکلی نگرانی CDC را در مورد باکتری‌های گرم منفی برطرف کرده است، اگر محصولات مؤثر در برابر گرم منفی، به ویژه متالیو-بتا-لاکتاماز دهلی نو و ۱ سایر باکتریهای مقاوم به آنتی‌بیوتیک. 

## تنزل

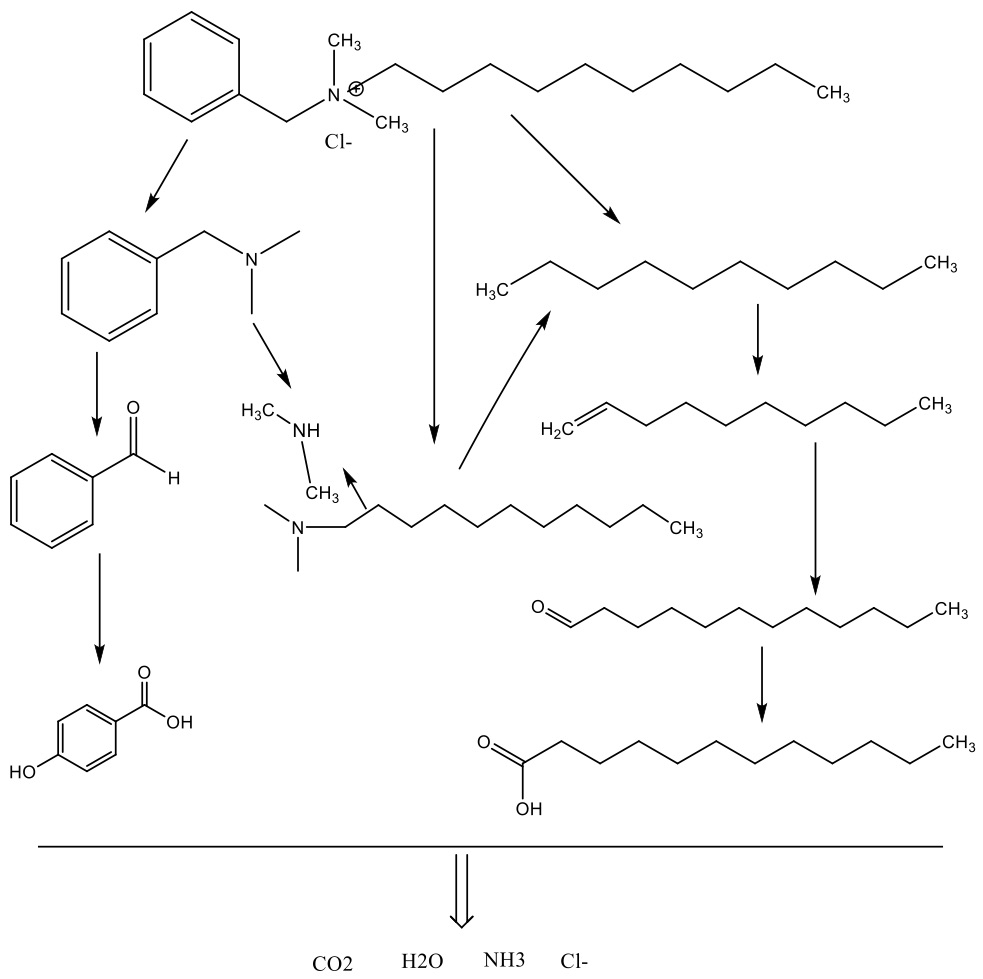
مسیرهای تجزیه بیولوژیکی BAC با فرایند فنتون (H _{2} O _{2} / Fe ^{2+})